# Viken, Jämtland
Viken är en by i Frostvikens socken i Strömsunds kommun i Jämtlands län. Den är belägen vid sjön Kvarnbergsvattnet och längs vägen från Junsternäs och in till Tunnsjøn i Norge (länsväg Z 820). Vikens kapell är Frostvikens äldsta kyrkobyggnad (påbörjad 1793).